# 氷床
氷床（ひょうしょう、英語: ice sheet）は、地球型惑星など地表面がある天体の、地表部を覆う総面積5万平方キロメートル以上の氷塊（地球の場合は氷河）の集合体である。氷床は氷棚や（狭義の）氷河より大きな規模のものを指す。対して、5万平方キロメートル以下の氷塊は氷帽と呼ばれ、周囲の氷河を涵養している。
なお、太陽系内の地球型惑星で氷床が存在するのは地球と火星のみである。太陽系外の地球型惑星ではまだ確認されていないが、存在しないということは考えられない。以下、本項では地球の氷床と火星の氷床に分けて解説する。

## 概要
氷床とは、降り積もった雪が徐々に固められ、圧密されていくものが、さらなる降雪によって層を重ねて成長し、形成されてゆく氷塊の一種である。そのため、深部では形成当時の大気や様々な環境成分が内部に閉じ込められており、これを採取した氷床コアは過去の記録として学術的価値の高い研究対象となっている。なお、日本の場合、氷床コアの本格的採取は、南極氷床上にあって氷の厚さ約3000メートルになる場所に設営されたドームふじ基地（標高3810メートル）で行われている（その他、詳しくは該当項目「氷床コア」を参照のこと）。

## 地球の氷床
現世の地球における大陸配置は、長い地質時代の中にあって寒冷化しやすい状況にあり、したがって、氷床もまた形成されやすい環境になっていると言うことができる。まず第一に、パンゲア大陸のような超大陸の形成時代とは違い、陸塊が分断されている現世にあっては暖流が極域まで到達しやすい大陸配置（地球全体が温まりやすい大陸配置）にはなっていない。
また、気温差の影響を水域より強く受ける陸部が多く分布する北半球は、それらが高緯度地域に多く集まっているために氷河が形成されやすく、ひとたび形成された氷河は氷が持つ特性ゆえに太陽光を反射して気温を低下させ、さらなる氷河の形成を促す。一方、南半球は、海域が大部分を占めていて温度変化が小さいとは言え、南極大陸が南極地域を占有している上にその周囲を冷たい南極環流が巡って暖流の流入を遮断しているため、極域（南極圏）に限っては氷が氷を生むと同時に暖気を寄せ付けない特殊な環境となっている。
現存する地球上の氷床は、南極大陸にある南極氷床とグリーンランドにあるグリーンランド氷床のみであるが、最終氷期の最寒冷期においては、上記のものに加えて、北アメリカにローレンタイド氷床が、ヨーロッパ北部にスカンジナヴィア氷床が、南アメリカはチリのパタゴニアにパタゴニア氷床が発達していた。
氷床は表面は寒冷であるが、その底部は暖かく融解し、融解水が氷床の流動を促している。この過程は氷床内部に速い流れの水路を作っている。
現在の極域の氷床は、地質学的に見れば比較的新しい。
南極氷床は、新生代暁新世前期に初めて形成された以来、おそらく数回にわたって形成と消滅、前進と後退を繰り返したであろう氷帽に起源すると考えられている。そのような状況は以後も長らく続いたが、中新世初頭（アキタニアン）にあたる約2300万年前になると南極大陸と南アメリカ大陸を辛うじてつないでいた地峡がついに切れてドレーク海峡が開かれ、南極大陸が完全に他と切り離された孤立大陸になった結果、急激な気候変動が始まった。周囲で南極環流が生じて暖流が届かず急速に寒冷化する時代の到来によって氷帽は氷床へと成長してゆき、同世の中期（ランギアン）にあたる約1500万年前には大陸のほとんどが氷床で埋め尽くされた。
一方、グリーンランドの場合、新生代前期を通して氷床はほとんど無かったが、鮮新世後期以降、グリーンランド氷床が急激に形成されて、新生代の北半球で最初の大陸氷床となった。グリーンランドには、氷床が発達する前に生息していた植物の化石が非常に良好な保存状態で発見されている。

### 現存する氷床
南極氷床
南極氷床は、地上で最も大きな氷塊であり、面積は1400万平方キロメートル、体積は3000万立方キロメートルである。地球表層の90 %ほどの淡水がこの氷床に固定されており、万が一融解すれば海水準は61.1メートル上昇するだろうと言われている。東南極氷床は陸塊の上に発達しているが、西南極氷床では底部は2500メートル海面下であり、氷床が無いものと仮定すれば西南極は海面下となる。これは氷の重みで地殻が沈んだものと言われている（スカンディナヴィアではかつてあった氷床が最終氷期の終焉期を境に消滅したため、その後は現在に至るも沈降した分だけ隆起し続けている）。

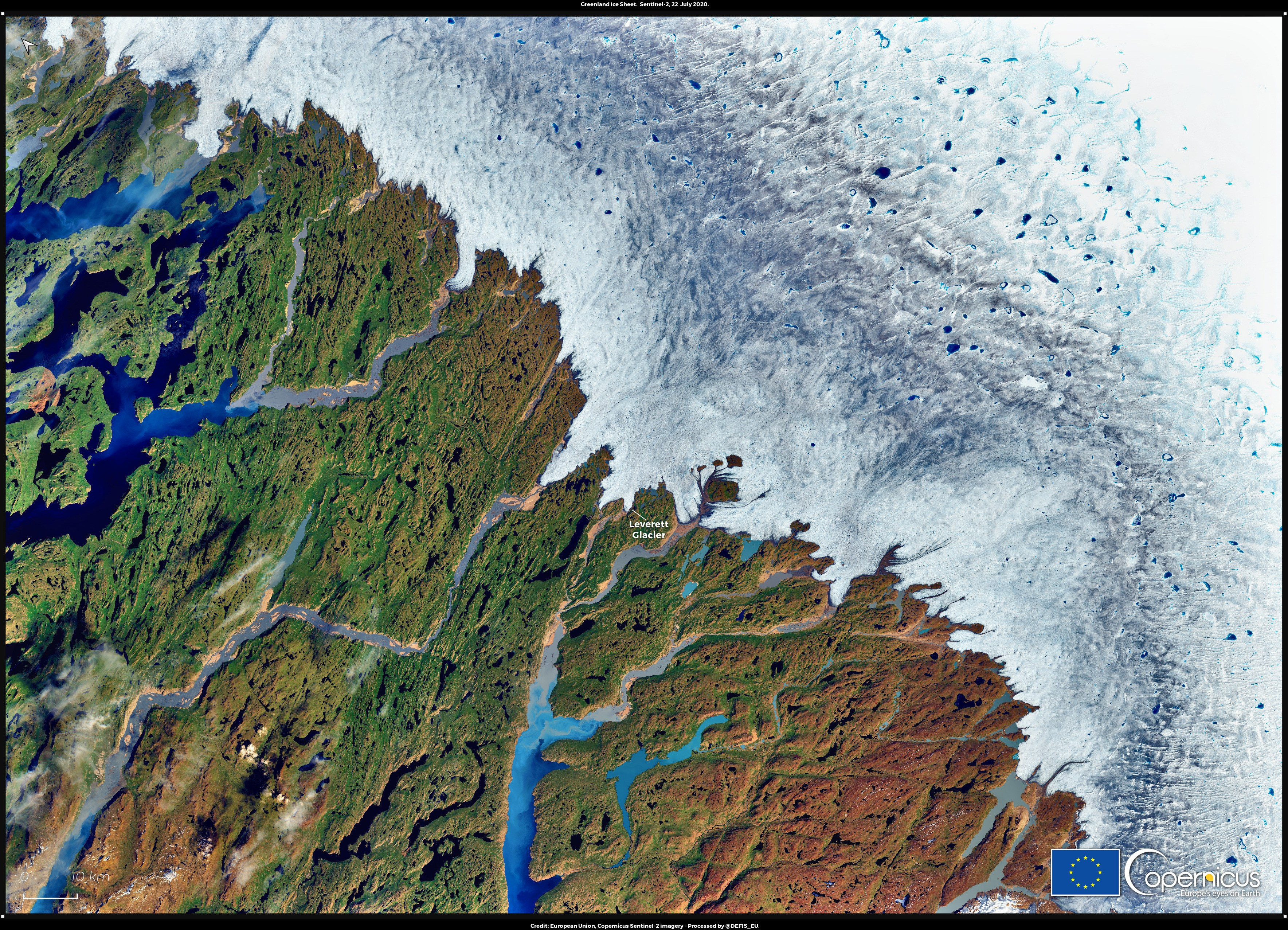
グリーンランド氷床
グリーンランド氷床（英語: Greenland ice sheet） は、グリーンランドの面積の82 %を占めている。もし融解すれば7.2メートル海面が上昇するであろうと言われている。

### かつて存在した氷床
陸塊が誕生して以来の地球の長い歴史を見渡せば、全ての陸部が氷床化したと仮説されるスノーボールアース時代は言うまでもなく、そのほかにも決して少なくない数の氷床が存在したであろうが、それらのほとんどはよく知られていない。あるいは、存在を確かめられていない。ここでは新生代後期氷河時代（現在も続いているとされる最新の氷河時代）の到来以降に形成された氷床のうち、今は消滅してしまっている（あるいは、地質時代的現在は消滅期にあたる）ものについて解説する。
スカンジナヴィア氷床
スカンジナヴィア氷床（英語: Scandinavian ice sheet） は、ブリテン諸島北部（アイルランド北部およびイギリス北部）からスカンジナヴィア半島を経てロシア西部に至る地域に存在していた氷床である。約2万年前のピーク時には数千メートルを超える厚さがあった。この氷床はフィンランドやスウェーデンが起源地となっていて、流れ出た岩石や迷子石の種類を調べることによって判明した。北ヨーロッパの現在の地形はこのときの氷河作用によって形成されたものが多く、ノルウェーのフィヨルド、スコットランドの湖沼群、モレーンの丘などがその代表例と言える。氷河によって丘が削り取られた結果、ヨーロッパでなだらかな波状地形が見られる。約2万年前以降はゆっくり縮小し、7000年前頃には一部の山岳氷河を残して消滅した。
ローレンタイド氷床
ローレンタイド氷床（英語: Laurentide ice sheet） は、現在のカナダとアメリカ合衆国の北半分を覆う巨大な氷床で、氷河の跡は五大湖や氷河湖として見られる。
パタゴニア氷床
パタゴニア氷床（英語: Patagonian ice sheet） は、現在のチリのパタゴニア地方にある。

## 火星氷床
火星上の氷床および極冠も、地球上のそれと同じく、降雪などによって大気中から水分が徐々に地表部に蓄積され、圧密され続けることによって成長し、形成されたものと考えられている。また、北極冠の表面250メートルほどの氷の成層構造が過去およそ500万年にわたる気候変動を微細に記録していることが分かってきた。
火星の氷床は火星氷床（英語: Martian ice sheet, etc.）とも呼ばれ、過去およそ500万年の間（探査で判明している期間中）には高緯度地域以外に伸長している時期があったとは言え、現存するものは全て極冠に含まれるため、火星極冠（英語: Martian ice cap, Polar ice cap of Mars）と半ば同義のようにも扱われる。火星にある「氷」の主成分が氷（凍結した水）とドライアイス（凍結した二酸化炭素）のいずれであるかを巡って過去に長く論争されてきており、「氷床」とは呼んでも但し書きを要するものであったが、20世紀末前後に行われたマーズ・サーベイヤー計画による探査の結果、二酸化炭素はごくわずかに表層部10メートル程度を覆うのみであってほとんどは水で形成されていることが判明している。
火星は平均的な軌道離心率が0.1前後と大きいため、日射量の振れ幅もまた大きく、俯瞰で見たとき縞模様に見える、氷床に深く刻まれた谷（■右の画像を参照）はこれによって形成されたと見られている。この谷をさらに拡大して見ると、細かな断層を形成していて、それらは過去500万年の日射量・軌道離心率・自転軸傾斜角の変化によく対応していることも分かってきている。日射量が多くなると水分の蒸発が進み、結果として氷中での塵の蓄積が増大することが考えられるし、日射量の増大によって火星全体で砂嵐の発生頻度が上がり、その結果として他地域から運ばれてくる塵の蓄積も推定される。